# Dendropsophus marmoratus
Dendropsophus marmoratus är en groddjursart som först beskrevs av Laurenti 1768.  Dendropsophus marmoratus ingår i släktet Dendropsophus och familjen lövgrodor. IUCN kategoriserar arten globalt som livskraftig. Inga underarter finns listade i Catalogue of Life.